# Radoslav Rochallyi

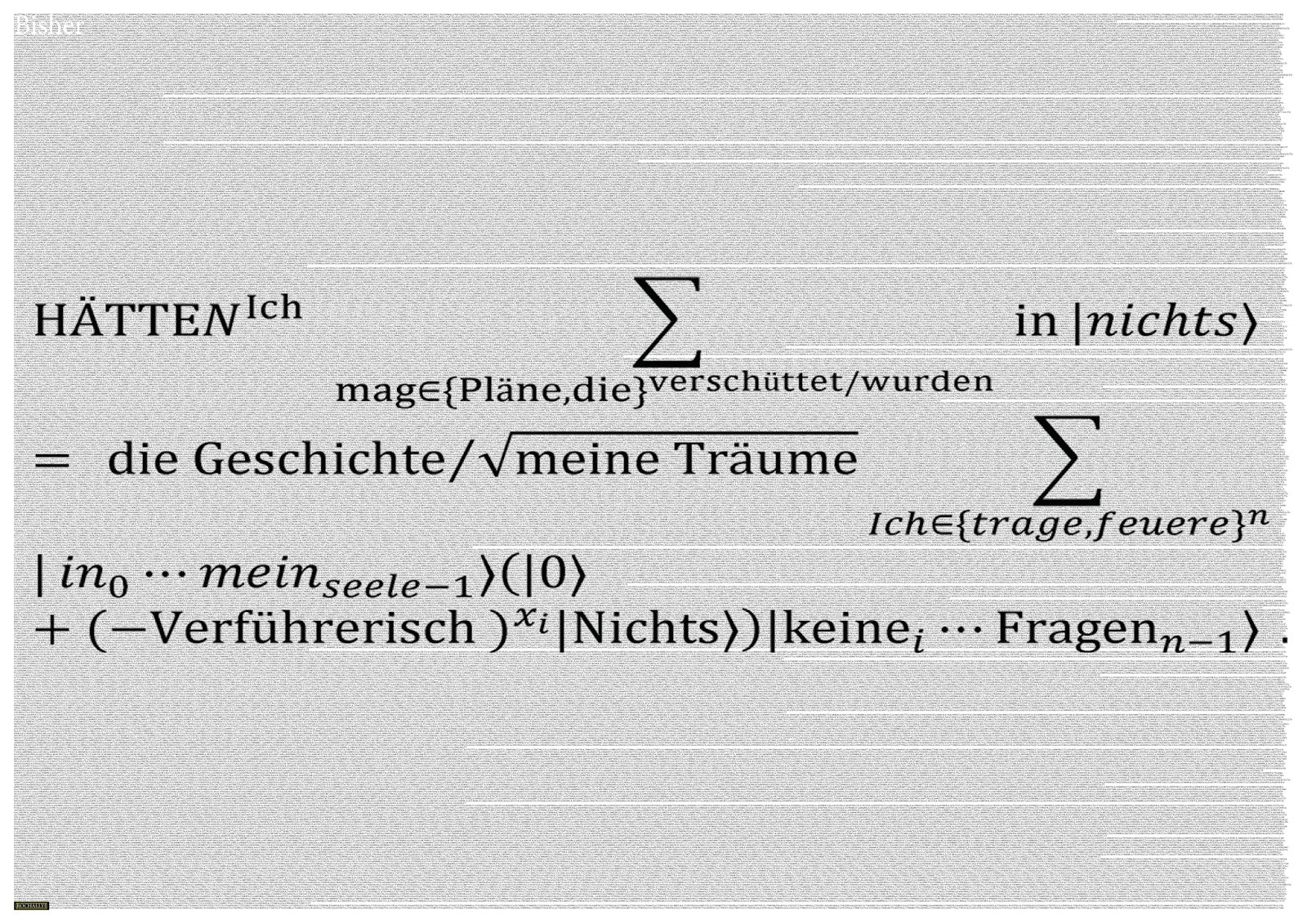
Échantillon de "poésie d'équation d'ADN", 2019, titre du poème: Bisher

Radoslav Rochallyi (Bártfa, 1980. május 1. –) szlovák író, költő.

## Életrajz
Rochallyi a mai Szlovák Köztársaság Eperjesi régiójában fekvő Bártfa városában született magyar gyökerű családban.A szerző menedzsment szakon végzett a London International Graduate School-ban, és képzőművészeti bizonyítvánnyal rendelkezik, amelyet a Pratt Institute-ban kapott. Filozófiát és matematikát (lineáris algebra) is tanult. A Mensa tagja. 

## Pályafutása
Jan Balaz szerint Radoslav Rochallyi költészetét a szabad versek jellemzik.
Mária Varga szerint a „Mythra Invictus” könyv az Ember sorsával a filozófiai vers, amely azt jelzi, hogy az írónak el kell törnie a földtől, legyen önmagát, kihasználnia az emberi kreatív potenciálját, többet kell tennie. ember – új ember, jövő ember. A Mythra Invictus pozitív fogadást kapott.
Lenka Vrebl szerint Radoslav Rochallyi felfogása nem játékos, komoly, közvetlen és összpontosított. Az Arany isteni–ben a versek és a költészet egészének kísérletezésének csúcsát érte el. Ebben a gyűjteményben megpróbálta összekapcsolni a költészetet a Fí-vel (), és így az 1.618034-es számot nem grafikus formában, és grafikus formájú aranyszekcióval.
Rochallyi szoros kapcsolatban áll a matematikával. Mythra Invictus filozófiai esszéjében azt írta: "A matematika aktív elvet igényel, és a világ matematikai megértésében lehet megközelíteni a tökéletességet."
A "DNA-Canvases of Poetry" gyűjteményben matematikai egyenleteket használ költészetének kifejezésére. Költői egyenletek tették közzé sok fontos folyóiratokban.
Könyve mellett a költői egyenleteket az antológiákban is közzétették.In addition to his book, poetic equations have also been published in anthologies. és folyóiratok,
Vrebl Lenka szerint Radoslav Rochallyi felfogása nem játékos, komoly, közvetlen és koncentrált. Az 'Arany Isteni' 'csúcspontján a versek és a költészet egészének kísérletezésével jár. Ebben a gyűjteményben megkísérelte összekapcsolni a költészetet Fi (φ) -nel, és így az 1,618034 számmal nem grafikus formában, hanem egy arany metszettel a grafikus formájában.
Az erkölcs és a hatalom logikai-filozófiai elemzését az 'ESSE' könyvben írta le.
Andrea Schmidt recenzens szerint: Rochallyi elfogadható kapcsolatot talál a matematikai formalizmus és a szabadság között. Andrea Schmidt azzal érvel, hogy Rochallyi költészete a szemantika és a nyelv kritikája. Véleménye szerint a PUNCH gyűjtemény az elmúlt évtized kísérleti költészetének egyik legfontosabb alkotásának tekinthető.
A francia Recours au poème n° 212 folyóiratban Rochallyi teremtésfilozófiáját matematikai determinizmusként írják le.
Rochallyi vizuális   munkái Magyarországon is vannak, például a Szépművészeti Múzeumban. 
A Rochallyi a Parnasszus című magyar folyóiratban jelent meg.

## Művei

### Költészet
- 2004 – Panoptikum: Haikai no renga. [szlovákul]. ISBN 978-1981294893
- 2014 – Yehidah. [szlovákul] 2014. 67 p. ISBN 978-1523354542
- 2015 – Arany isten. [szlovákul] [angolul] Brno: Tribun EU, 2015. 34 s. ISBN 978-80-263-0877-5
- 2015 – Vér. [szlovákul]2015. 43 s. ISBN 978-80-972031-7-7
- 2016 – Torwalden. [szlovákul] 2016. ISBN 978-1534848702
- 2018 – Mechanics a mindennapi élet.[szlovákul] 2018. ISBN 978-80-8202-030-7
- 2018 – Arété.[szlovákul] 2018. ISBN 978-80-8202-041-3
- 2019 – DNA: Leinwänden der Poesie [németül] ISBN 978-8097350116
- 2019 – DNA: Canvases of Poetry [angolul]  ISBN 978-8097350123
- 2020 – PUNCH [angolul],  ISBN 978-8097373702
- 2021 – # mathaeata [angolul],  ISBN 978-8097373719

### Próza
- 2017 – Egy levél egy fiának. Brno: Tribun EU, 2017. 49 s. ISBN 978-80-263-1195-9
- 2019 – Mythra Invictus. The destiny of man. Bratislava: VSSS, 2019. 108 p. ISBN 9788082020857
- 2020 – ESSE. Theorems on morality and power. Bratislava: EOCN. 168p. ISBN 978-80-9735-013-0.